# Baltasar Peón
Baltasar Peón Rodríguez (Betanzos, 30 de abril de 1834-ibid. 28 de febrero de 1866) fue un abogado español, historiador y cronólogo, autor de varios tratados sobre esta última materia.

## Biografía
Peón Rodríguez fue hijo del escribano Andrés Peón Méndez, natural de San Esteban de Pezobrés, y de Manuela Rodríguez de Contas, natural de Betanzos y miembro de una notable familia del lugar. Tuvo trece hermanos.
Tras su formación inicial en Betanzos, el 26 de junio de 1858 se licenció en Derecho por la Universidad de Santiago de Compostela. Se trasladó a Madrid donde trabajó como periodista de la Gaceta de Madrid hasta el final de sus días.
El 7 de noviembre de 1865 fue investido doctor en Derecho civil y canónico en la Universidad Central de Madrid.
Murió en los Soportales del Campo (Betanzos), soltero, el 28 de febrero de 1866, donde fue enterrado el 2 de marzo siguiente.

## Obras
A pesar de su breve trayectoria vital, fue autor de varias obras:
- Estudios de Cronología Universal. Madrid: Imprenta Nacional. 1863. Consultado el 26 de octubre de 2024. Un volumen de 600 páginas en 4º, dividido en dos partes: cronología general y cronología técnica o científica.[7] Es su obra más destacada que conllevó su inclusión como miembro correspondiente de la Real Academia de la Historia.[8]
- Una página de Cronología Técnica. De los calendarios en la Edad Antigua. Madrid: Imprenta Manuel Galiano. 1863.
- Disertación sobre la crónica de Paros. Madrid: Imprenta Nacional. 1864. Consultado el 26 de octubre de 2024.
- La Era de España. Apuntes de cronología española. Madrid : Imprenta Nacional. 1864. Consultado el 26 de octubre de 2024.